# MBC 2시 뉴스외전
《MBC 2시 뉴스외전》(영어: MBC 2 NEWS SIDE STORY)은 MBC TV에서 매주 평일 오후 1시 55분에 방송 중인 낮 뉴스 토크 프로그램이다.

## 프로그램 소개
화제가 되는 주요 뉴스를 깊이 있게 분석하는 뉴스 토크 프로그램

## 방송 시간
- 현재 방송 시간은 2022년 10월 17일부터 기준으로 한다.

| 방송 채널 | 방송 기간                           | 방송 시간 |
| --------- | ----------------------------------- | --- |
| MBC TV    | 1997년 5월 19일 ~ 1997년 12월 31일  | 평일 오후 4시 ~ 4시 10분 (10분)                                                                              |
| MBC TV    | 2000년 3월 6일 ~ 2000년 10월 27일   | 평일 오후 4시 ~ 4시 10분 (10분)                                                                              |
| MBC TV    | 2010년 11월 1일 ~ 2011년 5월 27일   | 평일 오후 4시 ~ 4시 10분 (10분)                                                                              |
| MBC TV    | 2000년 10월 30일 ~ 2006년 10월 31일 | 평일 오후 4시 ~ 4시 5분 (5분)                                                                                |
| MBC TV    | 2011년 5월 30일 ~ 2012년 10월 5일   | 평일 오후 3시 50분 ~ 4시 (10분)                                                                              |
| MBC TV    | 2012년 10월 8일 ~ 2013년 3월 15일   | 월요일 오후 2시 ~ 2시 20분 (20분) 화요일 ~ 수요일 오후 2시 ~ 2시 10분 (10분) 평일 오후 3시 ~ 3시 10분 (10분) |
| MBC TV    | 2013년 3월 18일 ~ 2014년 11월 14일  | 평일 오후 3시 ~ 3시 10분 (10분)                                                                              |
| MBC TV    | 2015년 1월 26일 ~ 2017년 4월 7일    | 평일 오후 3시 ~ 3시 10분 (10분)                                                                              |
| MBC TV    | 2014년 11월 17일 ~ 2015년 1월 23일  | 평일 오후 2시 55분 ~ 3시 5분 (10분)                                                                          |
| MBC TV    | 2017년 4월 10일 ~ 2017년 8월 10일   | 평일 오후 4시 ~ 5시 (1시간)                                                                                  |
| MBC TV    | 2018년 9월 10일 ~ 2019년 7월 12일   | 평일 오후 1시 55분 ~ 오후 3시 25분 (1시간 30분)                                                              |
| MBC TV    | 2019년 7월 15일 ~ 2022년 10월 14일  | 평일 오후 1시 50분 ~ 오후 3시 20분 (1시간 30분)                                                              |
| MBC TV    | 2022년 10월 17일 ~ 현재             | 평일 오후 1시 55분 ~ 오후 3시 55분 (2시간)                                                                   |

## 앵커
- 현재 앵커 중 메인은 2024년 5월 13일부터 기준으로 하고 서브는 2024년 7월 22일부터 기준으로 한다.

### 메인

#### 남성
| 대수 | 진행자                           | 진행 기간                          | 비고  |
| ---- | -------------------------------- | ---------------------------------- | ----- |
| 1대  | 이윤재 아나운서                  | 1997년 5월 19일 ~ 1997년 10월 3일  |       |
| 2대  | 김창옥 前 아나운서               | 1997년 10월 6일 ~ 1997년 12월 31일 |       |
| 3대  | 이윤재 아나운서                  | 2010년 11월 1일 ~ 2012년 1월 20일  | [ 1 ] |
| 4대  | 엄주원 아나운서                  | 2017년 4월 10일 ~ 2017년 8월 10일  |       |
| 5대  | 성장경 통합뉴스룸 탐사기획에디터 | 2018년 9월 10일 ~ 2020년 4월 10일  |       |
| 6대  | 권순표 선임기자                  | 2020년 4월 13일 ~ 2023년 1월 27일  | [ 3 ] |

#### 여성
| 대수 | 진행자                          | 진행 기간                           | 비고  |
| ---- | ------------------------------- | ----------------------------------- | ----- |
| 1대  | 구은영 아나운서                 | 2012년 4월 9일 ~ 2012년 10월 5일    |       |
| 2대  | 박보경 前 아나운서              | 2012년 10월 8일 ~ 2013년 3월 17일   |       |
| 2대  | 김소영 前 아나운서              | 2012년 10월 8일 ~ 2013년 3월 17일   |       |
| 3대  | 김원경 前 아나운서              | 2013년 3월 18일 ~ 2013년 8월 16일   |       |
| 4대  | 김주하 前 기자                  | 2013년 8월 19일 ~ 2013년 10월 29일  |       |
| 5대  | 유선경 아나운서                 | 2013년 10월 30일 ~ 2013년 11월 15일 |       |
| 6대  | 이혜민 前 아나운서              | 2013년 11월 18일 ~ 2015년 5월 29일  |       |
| 7대  | 유선경 아나운서                 | 2015년 6월 2일 ~ 2015년 10월 23일   | [ 5 ] |
| 8대  | 이혜민 前 아나운서              | 2015년 10월 26일 ~ 2016년 6월 28일  | [ 6 ] |
| 9대  | 김민형 前 아나운서              | 2016년 7월 1일 ~ 2016년 10월 7일    |       |
| 10대 | 안주희 아나운서                 | 2016년 10월 10일 ~ 2017년 4월 7일   |       |
| 11대 | 차미연 아나운서국 아나운서1부장 | 2018년 9월 10일 ~ 2018년 11월 2일   |       |
| 12대 | 김혜성 前 탐사기획팀 기자       | 2018년 11월 5일 ~ 2019년 9월 11일   |       |
| 13대 | 이정민 아나운서                 | 2023년 3월 2일 ~ 2024년 5월 10일    | [ 7 ] |
| 14대 | 이언주 기자                     | 2024년 5월 13일 ~ 현재              |       |

### 서브
| 대수 | 진행자             | 진행 기간                          | 비고  |
| ---- | ------------------ | ---------------------------------- | ----- |
| 1대  | 안주희 아나운서    | 2022년 10월 17일 ~ 2023년 6월 23일 |       |
| 2대  | 엄주원 아나운서    | 2023년 6월 26일 ~ 2024년 2월 29일  | [ 8 ] |
| 3대  | 이성배 前 아나운서 | 2024년 3월 4일 ~ 2024년 7월 18일   |       |
| 4대  | 양승은 아나운서    | 2024년 7월 22일 ~ 현재             | [ 9 ] |

## 코너

### 방영 코너
| 코너명      | 진행자                                              |
| ----------- | --------------------------------------------------- |
| Zoom 人     | 이언주 기자                                         |
| 정치 맞수다 | 이언주 기자                                         |
| 이슈+       | 이언주 기자                                         |
| 뉴스브리핑  | 양승은 아나운서                                     |
| 경제 쏙     | 이언주 기자, 박연미 경제 평론가, 정철진 경제 평론가 |
| 날씨        | 금채림 기상 캐스터                                  |

#### Zoom 人
인터뷰 코너.

#### 정치 맞수다
정치 토크 코너.

#### 이슈+
이슈 토크 코너.

#### 뉴스브리핑
서브 앵커가 진행하는 스트레이트 뉴스 코너. 2022년 10월 17일부터 신설되었다.

#### 경제 쏙
경제 토크 코너.

#### 날씨
기상 정보 코너.

### 종영 코너
| 코너명          | 진행자          |
| --------------- | --------------- |
| 오늘의 뉴스테마 | 이정민 아나운서 |

#### 오늘의 뉴스테마
헤드라인 뉴스 코너.

## 타이틀 변천사
1997년 5월부터 여러 차례 변화를 거쳐서 시대 흐름에 따라 프로그램 명칭과 형식이 달라졌다.
- 현재 타이틀은 2018년 9월 10일을 기준으로 한다.

| 기수 | 프로그램 타이틀               | 방송 기간                                                                                              |
| ---- | ----------------------------- | --- |
| 1기  | MBC 뉴스                      | 1997년 5월 19일 ~ 1997년 12월 31일 2000년 3월 6일 ~ 2006년 12월 31일 2010년 11월 1일 ~ 2012년 10월 5일 |
| 2기  | MBC 2시 뉴스 MBC 3시 경제뉴스 | 2012년 10월 8일 ~ 2013년 3월 17일                                                                      |
| 3기  | MBC 3시 뉴스                  | 2013년 3월 18일 ~ 2013년 8월 16일                                                                      |
| 4기  | MBC 3시 경제뉴스              | 2013년 8월 19일 ~ 2014년 11월 14일                                                                     |
| 5기  | MBC 뉴스                      | 2014년 11월 17일 ~ 2017년 4월 7일                                                                      |
| 6기  | MBC 뉴스 M                    | 2017년 4월 10일 ~ 2017년 8월 10일                                                                      |
| 7기  | MBC 2시 뉴스외전              | 2018년 9월 10일 ~ 현재                                                                                 |

## 편성 변경
- 2023년 12월 29일 : 《뽀뽀뽀 좋아좋아 스페셜》, 《꾸러기 식사교실 (재방송)》 편성으로 인해 1시간 단축 편성

## 결방
- 2024년 2월 12일 : 《금토 드라마 밤에 피는 꽃 (재방송)》, 《설에도 놀면 뭐하니》 편성으로 인해 결방
- 2025년 1월 1일 : 신년으로 인해 결방
- 2025년 1월 27일 ~ 2025년 1월 30일 : 설날로 인해 결방

## 경쟁 프로그램
- 사사건건 (KBS 1TV)
- SBS 뉴스브리핑 (SBS TV)
- YTN 뉴스퀘어 2PM (YTN)
- 뉴스현장 (연합뉴스TV)
- 뉴스1번지 (연합뉴스TV)